# Canajoharie (Nueva York)
Canajoharie es un pueblo ubicado en el condado de Montgomery en el estado estadounidense de Nueva York. En el censo del año 2010 tenía una población de 3,730 habitantes. Tiene una población estimada, en 2019, de 3,595 habitantes.

## Geografía
Canajoharie se encuentra ubicado en las coordenadas 42°54′22″N 74°34′19″O / 42.90611, -74.57194.

## Demografía
Según la Oficina del Censo en 2000 los ingresos medios por hogar en la localidad eran de $31,701, y los ingresos medios por familia eran $39,646. Los hombres tenían unos ingresos medios de $29,107 frente a los $22,617 para las mujeres. La renta per cápita para la localidad era de $16,702. Alrededor del 11.3% de la población estaban por debajo del umbral de pobreza.